# Ferdinand Fellner
Pour les articles homonymes, voir Fellner.
Ferdinand Fellner fils, né le 19 avril 1847 à Vienne et mort le 22 mars 1916 dans la même ville, est un architecte autrichien.

## Biographie
Ferdinand Fellner est le fils de l'architecte qui s'appelle également Ferdinand Fellner. Après avoir interrompu ses études à l'université technique de Vienne, il travaille dans sa propre agence. Sa première œuvre est le Interimstheater à Brno. Après la mort de son père en 1871, il poursuit ses travaux, comme le Wiener Stadttheater, qui brûlera en 1884.
En 1873, il collabore avec son ancien camarade Hermann Helmer. Le bureau Fellner et Helmer est le plus important constructeur de théâtres dans l'empire austro-hongrois. Fellner est un ami du futur directeur du Burgtheater, Heinrich Laube. Il fait appel pour la décoration à d'importants artistes autrichiens comme Gustav Klimt. L'œuvre la plus exemplaire est le Volkstheater de Vienne.

## Œuvres
- Opéra national de Cluj

- Opéra national de Iasi
- Théâtre national d'Oradea

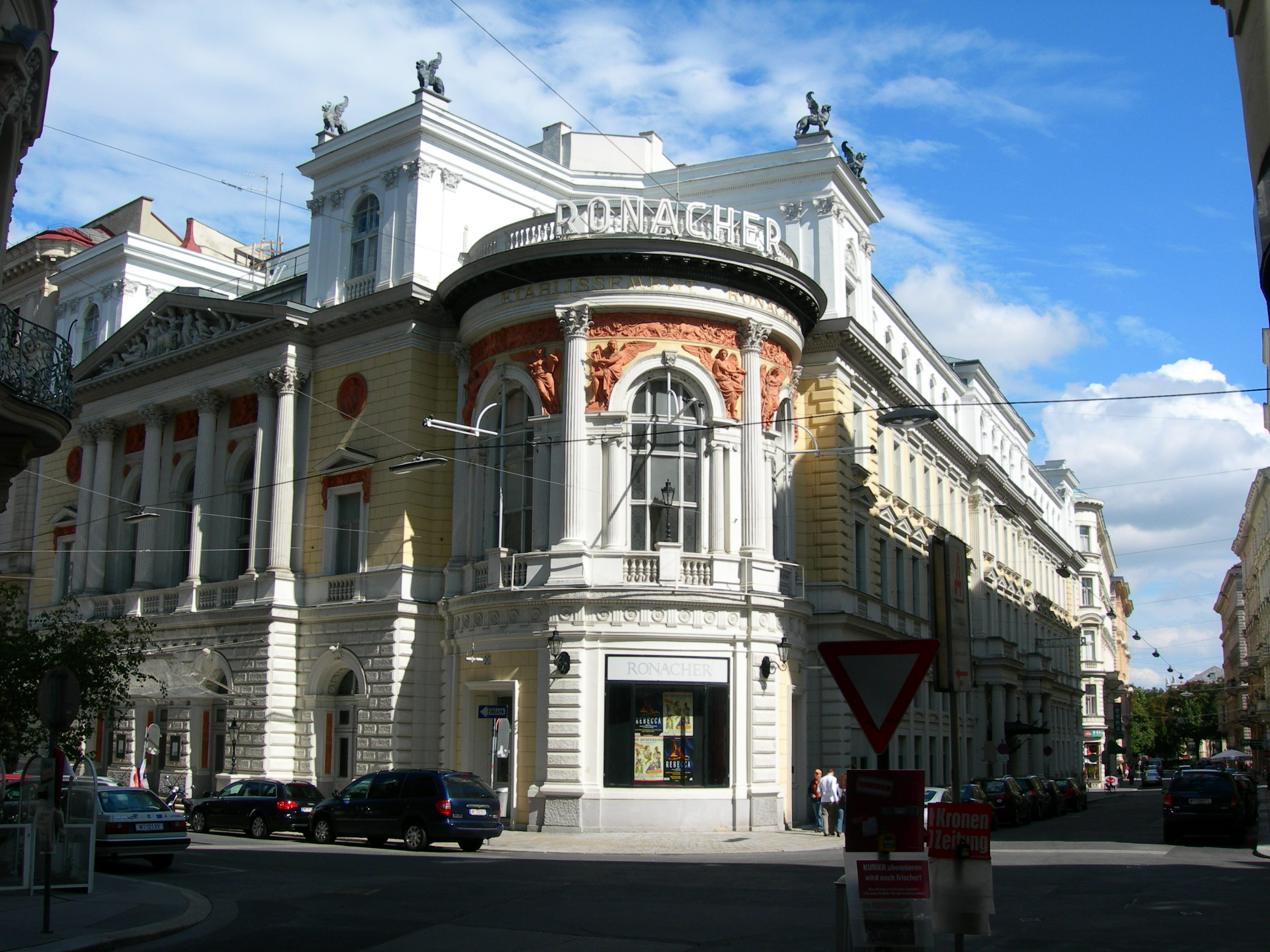
Le Ronacher.

- (Deutsches) Volkstheater (1873–1893)
- Théâtre d'Augsbourg (1876–1877)
- Observatoire de Vienne (1874–1878)
- Palais Modello à Rijeka (1883-1885)
- Wiener Stadttheater (1884) et sa reconstruction, le Ronacher (1888)
- Centre commercial Thonet (1884)
- Margaretenhof (1885)
- Théâtre national slovaque à Bratislava (1886)
- Stephaniewarte sur le Kahlenberg (1887)
- Belvédère de Goethe à Karlovy Vary en Tchéquie (1888-1889 ; avec Hermann Helmer)
- Bain Impérial à Karlovy Vary (1895 ; avec Hermann Helmer)
- Konzerthaus de Ravensbourg (1896-1897)
- Deutsches Schauspielhaus à Hambourg (1900)
- Grande façade du Theater an der Wien (1902)
- Wiener Konzerthaus (1913)
- Hessisches Staatstheater à Wiesbaden (1894)
- Théâtre de Berndorf, Basse-Autriche
- Théâtre national Ivan-Vazov, théâtre national bulgare à Sofia
- Théâtre d'opéra et de ballet d'Odessa (1887)
- Théâtre de Tchenivtsi (1905)

## Sources
- (de) Cet article est partiellement ou en totalité issu de l’article de Wikipédia en allemand intitulé « Ferdinand Fellner der Jüngere » (voir la liste des auteurs).